# Sterling Engineering & Automobile Company
Die Sterling Engineering & Automobile Company Ltd. war ein britischer Automobilhersteller. Das Unternehmen stellte 1913 in Leeds (Yorkshire) Cyclecars her. Der Markenname lautete Sterling.
Der Wagen wurde mit einem V2-Motor von J.A.P. angetrieben, der 8 bhp (5,9 kW) leistete. Die Motorleistung wurde über Riemen an die Antriebsachse übertragen.